# Leiotulus secacul
Leiotulus secacul là một loài thực vật có hoa trong họ Hoa tán. Loài này được (Mill.) M.G. Pimenov & T.A. Ostroumova mô tả khoa học đầu tiên năm 1994.